# Мартини, Луиджи
Луиджи Мартини (итал. Luigi Martini; род. 15 июня 1949, Капаннори, Италия) — итальянский футболист, защитник.

## Клубная карьера
Во взрослом футболе дебютировал в 1966 выступлениями за команду «Луккезе», в которой провел два сезона. Впоследствии с 1968 по 1971 год играл в составе команд «Сиена» и «Ливорно».
Своей игрой привлек внимание представителей тренерского штаба второлигового клуба того времени «Лацио», в состав которого присоединился в 1971 году. Отыграл за неё следующие восемь сезонов своей игровой карьеры. Большинство времени, проведенного в составе команды, был её основным игроком. По результатам первого же сезона в римской команде помог ей повыситься в классе до Серии A, а уже через два года стал в составе «Лацио» чемпионом Италии.
Завершил игровую карьеру в Северной Америке, где в 1979 году играл за Чикаго Стинг, а в течение 1981 года защищал цвета канадского Торонто Близзард.

## Карьера в сборной
В 1974 году провёл свой единственный матч за национальную сборную Италии.